# Optimized Systems Software
Optimized Systems Software (OSS) war ein US-amerikanischer Softwarehersteller, der Disk Operating Systems und Programmiersprachen entwickelte. Das Unternehmen wurde 1981 in Cupertino, Kalifornien von Bill Wilkinson und Mike Peters gegründet. Von der Firma Shepardson Microsystems, Inc. (SMI) wurde das ursprüngliche Atari BASIC und Atari DOS abgekauft. Die Produkte wurden daraufhin weiterentwickelt und unter den neuen Namen OS/A+ und BASIC A+ vertrieben.
Anfang 1988 fusionierte OSS mit ICD, Inc. Im Jahr 1994 übernahm schließlich Fine Tooned Engineering (FTe) die Rechte an den 8-bit-Produkten, wie dem MAC/65.

## Produkte
- OS/A+
- DOS XL
- BASIC A+
- BASIC XL
- BASIC XE
- Action
- EASMD
- MAC/65
- BUG/65
- C/65
- The Writer’s Tool